# Okamejei boesemani
Okamejei boesemani és una espècie de peix de la família dels raids i de l'ordre dels raïformes.

## Morfologia
- Els mascles poden assolir 55 cm de longitud total.[4][5]

## Reproducció
És ovípar i les femelles ponen càpsules d'ous, les quals presenten com unes banyes a la closca.

## Hàbitat
És un peix marí, de clima tropical i demersal que viu entre 70–90 m de fondària.

## Distribució geogràfica
Es troba a l'oceà Pacífic occidental central: des de Shanghai fins a Kuching (Sarawak).